# Zwart-Wit Schinnen
Zwart-Wit Schinnen is een handbalvereniging in de Nederlandse gemeente Beekdaelen. De club is ontstaan uit een fusie tussen HV Alfa Schinnen en HV Zwart-Wit Oirsbeek in april 1991.
In het seizoen 2020/2021 speelt het eerste herenteam in de hoofdklasse en het eerste damesteam in de regionale eerste klasse.